# 大百丈岩画
29°9′13″N 121°57′42″E / 29.15361°N 121.96167°E
大百丈岩画是浙江省象山县的一处岩画，位于鹤浦镇大百丈村。岩画年代据推断为宋元时期，包含神像、鱼、船、驴等纹饰，部分已模糊。这一形式在象山极为罕见。
2011年1月7日，大百丈岩画被纳入第六批浙江省文物保护单位。